# Eublattella latistriga
Eublattella latistriga är en kackerlacksart som först beskrevs av Walker, F. 1868.  Eublattella latistriga ingår i släktet Eublattella och familjen småkackerlackor. Inga underarter finns listade i Catalogue of Life.